# Shawne Fielding
Shawne Rae Fielding (El Paso, Texas, Estados Unidos; 27 de junio de 1969) es una modelo y actriz que ha aparecido en series y películas de Estados Unidos, Alemania y Suiza.
Fue la esposa del multimillonario estadounidense Charles Addison Williams. De 1999 a 2014 estuvo casada con Thomas Borer, exembajador suizo en Alemania.

## Primeros años
Asistió a la Southern Methodist University en Dallas, donde obtuvo una licenciatura en publicidad con especialización en psicología.
Fue Miss Dallas USA, sexta finalista de Miss Texas USA y Mrs. Dallas America, tercera finalista de Mrs. America, y ganadora de Mrs. Texas America.

## Carrera
Shawne Fielding diseñó, restauró y decoró el interior de cuatro residencias históricas: la Embajada de Suiza en Berlín, Alemania, estilo renacimiento griego; la Villa Kampffmeyer en Potsdam, Alemania, estilo barroco y rococó (parte del Patrimonio Mundial de la UNESCO); una residencia en Tejas, estilo renacimiento de la misión; y la Villa Shawne en Thalwil, Suiza, estilo art nouveau.
El 12 de agosto de 2001, en Marche-Concours, donde estuvo presente como embajadora oficial de la Expo.02 en Suiza, Shawne fue presentada por el Beliers con el Unspunnenstein, que había sido robado por Beliers en 1984 del Museo del Región de Jungfrau en Interlaken. Ella recibió este Unspunnenstein, una gran piedra de importancia histórica suiza utilizada en el Unspunnenfest que condujo a la formación final de los 26 cantones que componen los estados de Suiza. Shawne Fielding también ha sido la protagonista de Basel Fasnacht.
Ella está en las transcripciones oficiales de la Casa Blanca como parte de una reunión informativa de la Casa Blanca bajo la presidencia de George W. Bush.

## Filantropía
Actualmente es Presidente de la Swiss Foundation Kids with a Cause Europe. Fue embajadora de Aldeas Infantiles SOS, embajadora de la Expo.02 de Suiza y directora honoraria de UNICEF Alemania por proyectos especiales. Ha estado apoyando a la comunidad LGBT desde principios de la década de 1990 como miembro de la junta de Aids Arms en Dallas, Tejas, EE. UU., como presidente honorario de DIFFA y como embajadora de Aids Hilfe Schweiz.
El retrato y la ropa de Shawne Fielding residen permanentemente en el Museo Nacional de Historia, Berlín, el Museo Nacional Suizo, y el Museo Audrey Hepburn.

## Vida personal
Fue la exesposa del multimillonario estadounidense Charles Addison Williams, vástago y heredero de la dinastía Sammons Enterprises.
De 1999 a 2014 estuvo casada por segunda vez con Thomas Borer, exembajador suizo en Alemania. Sus apariciones públicas fueron muy efectivas, respecto a la cobertura mediática, para ambos. Fielding Borer publicó regularmente informes en los medios mucho después del «Asunto Borer». Su galería de fotos extravagante, por ejemplo «Vaquera de los Alpes», «Cenicienta» y «Pistolera», en la revista Max condujo en 2001 a complicaciones diplomáticas, en el curso de las cuales surgió el despido de Thomas Borer como embajador. Después de una disculpa de Fielding, el asunto fue archivado. En otra actividad mediática, Fielding causó sensación cuando tomó acciones legales contra un fotomontaje que la mostraba escasamente vestida. Ganó su demanda contra la publicación en el tribunal de distrito de Berlín, y el tribunal prohibió otra reimpresión de las controvertidas fotos en 2001.
Durante el asunto Borer, en el que el periódico SonntagsBlick imputó a su esposo en una relación con Djamila Rowe, que vivía entonces en Berlín, Shawne estuvo junto a su esposo. Como resultado, sufrió un aborto espontáneo en 2002 y perdió a su hijo. El gobierno suizo retiró a su embajador en Alemania de regreso a Berna, con la impresión de que ya no podía cumplir con sus deberes con este espectáculo mediático. Posteriormente fue llamado a Berna para convertirse en el embajador en general de los campos de refugiados. Borer escapó de la inminente retirada por su propia renuncia. Borer y Fielding presentaron un reclamo por daños y perjuicios en el sistema judicial de los Estados Unidos contra Ringier. La empresa tuvo que disculparse en público y pagar, según se informa, una indemnización en millones de francos suizos.
En 2010, Shawne Fielding solicitó el divorcio de Thomas Borer para poner fin al matrimonio problemático. La pareja tiene dos hijos juntos.
Fielding vive con su nuevo compañero de vida desde 2014, el miembro del Salón de la Fama Internacional del Hockey, Patrick Schöpf, un exportero profesional de hockey sobre hielo. Los dos residen juntos en Immensee, en el cantón de Schwyz. En 2018, ella y su pareja participaron en el show de RTL llamado The Summerhouse of the Stars - Battle of the Celebrity Couples (Das Sommerhaus der Stars) y quedaron en el segundo lugar. Los dos están a menudo en los medios alemanes y suizos.